# Parafia Wniebowzięcia Najświętszej Maryi Panny w Przytoku
Parafia pw. Wniebowzięcia Najświętszej Maryi Panny w Przytoku – rzymskokatolicka parafia, położona w dekanacie Zielona Góra – św. Jadwigi, diecezji zielonogórsko-gorzowskiej, metropolii szczecińsko-kamieńskiej w Polsce, erygowana 17 sierpnia 2000 przez biskupa Adama Dyczkowskiego.

## Historia Parafii
17 sierpnia 2000 roku dekretem biskupa Adama Dyczkowskiego powołana i ustanowiona została parafia pod wezwaniem Wniebowzięcia Najświętszej Maryi Panny w Przytoku. Parafia wyłoniona została z podziału parafii św. Józefa w Zaborze.
Po podziale w parafii Zabór pozostał kościół parafialny oraz jeden kościół filialny, zaś w parafii w Przytoku kościół parafialny oraz dwa kościoły filialne w Droszkowie i Janach.

## Zasięg parafii
Do parafii należą wierni mieszkający w miejscowościach: Droszków, Jany, Przytoczki, Przytok i Stożne.

## Proboszczowie
- ks. Mirosław Donabidowicz (17.08.2000 – 31.07.2009)
- ks. Józef Pogorzelski  (1.08.2009 – † 23.09.2013)
- ks. Aleksander Werstler (15.11.2013 – 31.07.2017)
- ks. dr Tomasz Trębacz - (1.08.2017 – 31.07.2022)
- ks. Krzysztof Hołowczak (1.08.2022 administrator, 1.08.2023 proboszcz)